# Langile Abertzale Iraultzaileen Alderdia

Adhesiu de LAIA.

El Langile Abertzale Iraultzaileen Alderdia (en euskera Partit dels Treballadors Patriotes Revolucionaris, LAIA), fou un partit polític comunista abertzale del País Basc que va néixer durant l'època de la Transició i va desaparèixer a mitjans de la dècada dels 1980. Les sigles de Laia coincideixen amb una eina agrícola tradicional basca per airejar i sembrar el camp.

## Història
El partit va ser fundat al 1974 a l'exili d'Iparralde pel sector obrerista escindit d'ETA disconforme amb la seva evolució i estratègia eminentment militar. En els seus orígens el partit es va definir com a marxista, tot i que hi van participar militants pertanyents a corrents del trotskisme i del marxisme llibertari o autònom fins a la seva divisió.
Aquesta es va produir al 1976 durant la celebració de la II Assemblea del partit, en la qual es va trencar en dos corrents, LAIA (bai) (si) i LAIA (ez) (no). La primera donava suport a l'alternativa KAS i la segona la considerava insuficient. La primera corrent, que era majoritària, mantindria el control de les sigles i l'organització, integrant-se tal com plantejaven en la coordinadora KAS. La segona corrent, impulsada pels marxistes llibertaris, passaria a dir-se LAIAK (afegint Komunista), que acabaria esdevenint en bona part en els Comandos Autònoms Anticapitalistes.
Com a membre de la coordinadora KAS, LAIA boicoteja les primeres eleccions legislatives, així com la Constitució Espanyola de 1978 a la que es va oposar frontalment. El mateix any juntament amb HASI i altres partits abertzales no pertanyents a KAS, com ESB i ANV, fundà la coalició electoral Herri Batasuna (HB).
LAIA es mantindria tant a la coalició com a la coordinadora durant dos anys més, abandonant-los a principis del 1980 juntament amb l'ESB per l'excessiu pes i dirigisme d'HASI en els espais, que evitava la participació d'HB en les institucions polítiques.
Després de la seva sortida d'HB, amb una capacitat minvada i poca influència, formaria part d'una nova coalició minoritària anomenada Auzolan, formada per LAIA, la LKI i Nova Esquerra, un grup escindit d'Euskadiko Ezkerra. Auzolan fracassaria en les eleccions de Navarra al 1983 i encara més en les del País Basc al 1984 i tant la coalició com LAIA desapareixerien aquest mateix any.